# ベース (弦楽器)

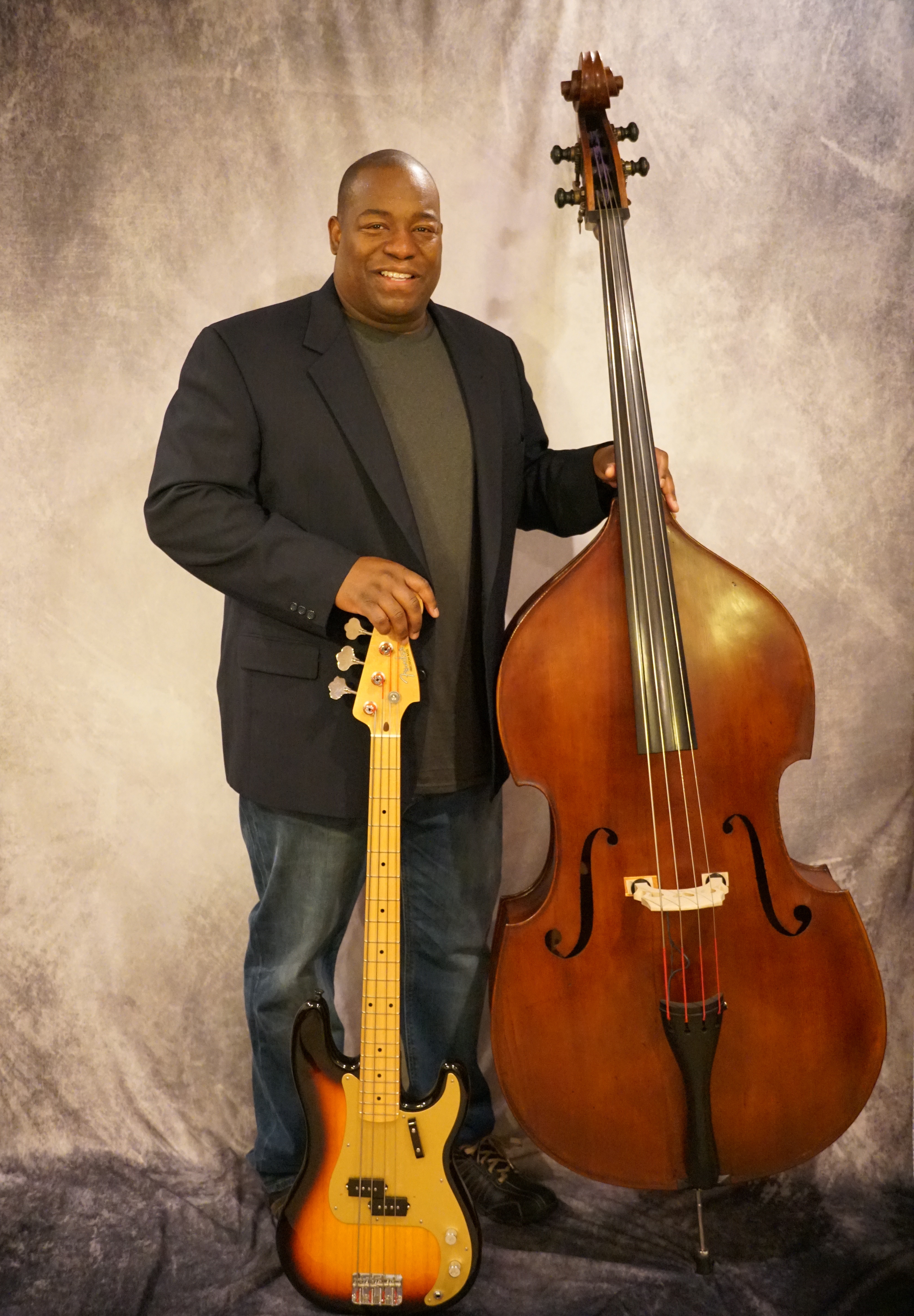
エレクトリックベース（左）とダブルベース（右）を持つアレックス・ディクソン

ベース（ドイツ語: Bass、もしくはバス）は、低音パートを演奏する弦楽器の総称である。
楽器そのものを指す場合と、ベース・パート、バス・パートを指す場合がある。

## 概要
本来のバスあるいはベースの音域は弦楽器ではチェロやギターの低音域に相当する。それより更に1オクターブ低い音域がダブルベース、アップライト・ベース、あるいは"Kontrabass"（コントラバス）と呼ばれる音域である。しかし、この最低音域を担当する弦楽器はしばしば"double"や"Kontra-"が省略されて単に"bass"（ベース、バス）と呼ばれる。範囲はC4-C2。
一方、バスあるいはベースという用語は、声部として一番下の旋律を演奏している楽器群を指すこともある。極端な例では弦楽合奏においてチェロが高音域で主旋律を担当しヴィオラやヴァイオリンがその下で支え、かつコントラバスが演奏していないような場合、ヴィオラやヴァイオリンのことを指すこともある。奏者に対しては呼び方を楽器で厳密に区別することはあまりなく、単にベーシストと呼ばれることが多い（これが原因で混乱が起こることもある。後述する）。ロックバンド等で使用されるのはほとんどがエレクトリックベースであるが、ジャズ等ではエレクトリック・ジャズやジャズ・ロックが登場する以前は、コントラバスが使用された。また両方を使い分ける奏者も少なくない。ただしヴィオローネやマンドローネやバスガンバなどは使われるジャンルが限られており、通りが良いため楽器名で呼ばれることが多い。エレクトリックベースは、1930年代にPul Tutmarcによって開発され、レオ・フェンダーによって大量生産されるようになった。

## 弦楽器としてのベース
Plucked string instrumentについて記述する。一般的に、ベースはチェロやギターの1オクターヴから2オクターヴほど音域の低い楽器とされている（構造や演奏法は各項目を参照）。楽器にはコントラバス、ギタロン・メキシカーノ、トロロッシュ、バスバンジョーなどがある。
弦の数は4 - 5本が主流であるがもっと少ないものも多いものもあり、一部のギターやマンドリンのように副弦を持つベースもある。チューニングもさまざまである（下の関連項目を参照）。概して、ネックはチェロやギターよりも長く弦は太い。ただし弦楽器の音域を決定する要因は弦の長さや太さだけではないため、必ずしもチェロやギターの低音弦より長く太い弦が張られている必要はなく演奏や運搬などの都合を考えて楽器を小さく設計してあるものも存在する。
単にベースと呼んだ場合はコントラバスかエレクトリックベースのどちらかを指すことが多いが、構造は「電気的に増幅することを前提として設計されているか否か（エレクトリックかアコースティックか）」「ネックを垂直に近く構えることを前提として設計されているか否か（アップライトかホリゾンタルか）」の組み合わせで大まかに4つに分けられる。

### アコースティックかつアップライトであるもの
クラシック音楽、ジャズなどで使用される楽器は、コントラバスであり、単に「アコースティックベース」「アップライトベース」、または俗称「ウッドベース」と呼んだ場合もコントラバスを指すことが多い。なお、コントラバスには他にもさまざまな呼び方がある（呼び方については「コントラバス」を参照）。
他にもヴィオローネ、マンドローネ、バスガンバなどが当てはまる。

### エレクトリックかつアップライト
一般にはそのほとんどがいわゆるエレクトリック・アップライト・ベースで、これは、エレクトリックベースから派生した楽器である。使用頻度は低い。ポップス系の音楽を演奏することを前提としており、弓弾き（アルコ）には対応していないが、ネックや指板、ブリッジの形状はコントラバスに似せてあり、フレットレスで、奏法的にもコントラバスに近い技術を要求される。音を電気的に増幅するため、音量に関しては必ずしも共鳴箱を持つ必要がなく、音質の調整に必要な最小限の大きさにとどめてあるか、まったく備えていない。
数は少ないが、コントラバスから派生したモデルもある。エレクトリックベースから派生したモデルが弦長860mm前後であるのに対し、コントラバスと同様の1040mm前後の弦長を持ち、弓弾きが可能な大きく湾曲したブリッジを持つのが特徴である。

### アコースティックであり、ホリゾンタルであるもの
ホリゾンタル・horizontalは「水平」の意味である。英語的には発音は正しくない。使用頻度は低い。アコースティック・ベース等と呼ばれるものが代表的。構造はアコースティック・ギターとほぼ同じで、エレクトリックベースとほぼ同じ長さや形状のネックを持つ。演奏法はエレクトリックベースとほぼ同じ。

### エレクトリックであり、ホリゾンタルであるもの
そのほとんどがエレクトリックベース。略し方・愛称はさまざまでエレクトリックベース、ベースギター、エレキベース、エレベ、電気ベースなどとも呼ばれる。主な演奏者にはブーツィ・コリンズ、ラリー・グレアム、フレッド・トーマス、アンディ・フレイザー、メル・サッチャーらがいた。
アメリカのフェンダー社から発売されたプレシジョンベースがその草分け。指板にフレットをつけた（"フレッテッド"）ことにより正確な音階が出せるという意味で、プレシジョン（正確な）という名前が付けられた。フレットのないものもあり、単に「フレットレスベース」と呼ぶと「エレクトリックベースでフレットのないもの」を指すことが多い。
なおエレクトリックであるもののうち、楽器本体内部に共鳴箱を持たせてその振動をも増幅するものは区別して「エレアコ」「セミアコ」等と呼ぶことが多く単にエレクトリックベースと言った場合は楽器本体内部に共鳴箱がないソリッドボディのものを指すことが多い（エレクトリックアコースティックギターを参照）。

### 備考
芸術ユニットの明和電機は弦に荷造り用のゴムを用いた「ゴムベース」なるフレットレスベースを製作して実際に楽曲演奏で使用したり、スピーカー内蔵してコンパクトに収納出来るモデルを市販化した。後にボディーをエレキベース風にした「ゴムベースII」も製作している。

## 弦楽器以外のベース

### バス
バスはオペラの男性低音歌手を指す。ソウルやドゥーワップでは、ベース・シンガーと呼ぶ。

### ベースホーン楽器
バスクラリネット、バストロンボーン、バスサキソフォンなどを指す。

### キーボード・ベース
シンセベースなどを指す。

### 低音ペダルボード
パイプオルガンなどを指す。

### ウォッシュボード・タブベース
パイプオルガンなどを指す。